# Свен Вінке
Свен Йоган Вінке (нід. Swen Johan Vincke; нар. 30 травня 1972, Брюгге, Бельгія) — бельгійський ґеймдизайнер, програміст і креативний директор. Засновник та генеральний директор компанії Larian Studios, в якій керує розробкою та випуском відеоігор, зокрема ігор серії Divinity та Baldur's Gate 3.

## Життєпис
Свен Вінке народився 30 травня 1972 року в Брюгге, Бельгія, в родині Роберта Вінке та Жозіан Годеріс. Виріс у Де-Панні, де його батьки керували власним рестораном. Є старша сестра Одрі. З раннього віку захоплювався програмуванням, аркадними та відеоіграми, а також баскетболом. Зокрема, на нього вплинули настільна рольова гра Dungeons & Dragons і проєкти серії Ultima, надихнувши на створення власних ігор у майбутньому. Свою першу гру, якою був симулятор полювання, Вінке зробив ще у школі для свого батька. Згодом закінчив Ґентський університет за спеціальністю в галузі інформатики. Після навчання він планував займатися розпізнаванням мовлення, але вирішив присвятити себе відеоіграм, коли побачив, який успіх розроблені ним ігри мали у колі його друзів.

## Кар'єра
У 1996 році Свен Вінке заснував власну компанію з розробки відеоігор Larian Studios. Імена Lar і Larian він вибрав на честь свого улюбленого собаки Пілар. Обіймаючи посаду генерального та креативного директора, Вінке відіграє центральну роль у роботі студії і є провідним розробником усіх її проєктів. Він був керівником і провідним програмістом першої випущеної гри Larian — стратегії The LED Wars (1997), за якою пішли перші дві частини в серії рольових відеоігор Divinity: відзначена нагородою Divine Divinity (2002) та її сиквел Beyond Divinity (2004).
Вінке також був відповідальним за створення навчальної відеогри KetnetKick (2004), розробленої для дитячого телеканалу Ketnet у Фландрії. Ця гра була пізніше адаптована під іншими назвами для дитячих каналів інших країн, таких як британський CBBC (Adventure Rock), французький Jeunesse TV (GulliLand) і норвезький NRK (Superia). Після цього він керував розробкою серії нових ігор Monkey Labs (2009) та Monkey Tales (2011).
У 2009 році Вінке виступив геймдиректором, дизайнером та сценаристом Divinity II, яка була остаточно перевидана у 2012 році. Приблизно в цей же час він прийшов до рішення, що Larian сама займатиметься видавництвом своїх ігор. Потім він очолив виробництво спіноф Divinity: Dragon Commander, чий вихід відбувся у 2013 році.
Водночас Вінке працював над четвертою частиною у головній серії Divinity під назвою Divinity: Original Sin, яка вийшла у 2014 році. Відеогра виявилася комерційним успіхом і була високо оцінена критиками. Згодом він керував створенням її сиквелу Divinity: Original Sin II, випущеного у 2017 році, який був названий однією з найкращих рольових відеоігор в історії.
Після цього Вінке займався розробкою Baldur's Gate 3 як креативний директор. Гра була випущена в серпні 2023 року і отримала загальне визнання, вигравши низку нагород у категорії «Гра року».
У 2020 році став першим володарем премії Belgian Lifetime Achievement Award за свої досягнення і вплив на ігрову індустрію.

## Особисте життя
Вінке проживає в Генті і перебуває у шлюбі з біохіміком Валері Коесанс, з якою він разом із 17-річного віку. У них народилося четверо дітей: Олександра, Лара, Маттіс та Ларс.
Крім рідної нідерландської, він вільно говорить французькою та англійською мовою.

## Ігри
| Рік  | Назва                            | Роль                                                                           |
| ---- | -------------------------------- | ------------------------------------------------------------------------------ |
| 1997 | The L.E.D. Wars                  | Керівник проєкту, програмування, відеовиробництво, озвучка, редагування рівнів |
| 2002 | Divine Divinity                  | Керівник проєкту, провідний програміст, програмування двигуна                  |
| 2004 | Beyond Divinity                  | Керівник проєкту, провідний програміст                                         |
| 2004 | KetnetKick                       | Керівник гри                                                                   |
| 2009 | Divinity II                      | Директор, дизайн, додаткове програмування, написання сценарію                  |
| 2010 | Divinity II: Flames of Vengeance | Директор, дизайн, додаткове програмування, написання сценарію                  |
| 2013 | Divinity: Dragon Commander       | Директор, дизайн, написання сценарію                                           |
| 2014 | Divinity: Original Sin           | Директор, дизайн, сюжет                                                        |
| 2017 | Divinity: Original Sin II        | Директор                                                                       |
| 2023 | Baldur's Gate 3                  | Директор                                                                       |